# Tuna, Dalby socken
Tuna är en by i Dalby socken,  Uppsala kommun, Uppland.
Byn består av enfamiljshus samt bondgårdar och är belägen innanför Dalbyviken och cirka 3 kilometer nordväst om Hammarskog. Byn har landsvägsförbindelse bland annat via länsväg C 590 och ligger granne med byn Ubby.